# Weissia brachycarpa
Weissia brachycarpa là một loài Rêu trong họ Pottiaceae. Loài này được (Nees & Hornsch.) Jur. miêu tả khoa học đầu tiên năm 1882.